# 항저우 지하철
항저우 지하철(중국어 간체자: 杭州地铁)은 중화인민공화국 저장성 항저우시의 도시 철도이다.

## 노선

항저우 지하철 노선도

- ● 항저우 지하철 1호선
- ● 항저우 지하철 2호선
- ● 항저우 지하철 3호선
- ● 항저우 지하철 4호선
- ● 항저우 지하철 5호선
- ● 항저우 지하철 6호선
- ● 항저우 지하철 7호선
- ● 항저우 지하철 8호선
- ● 항저우 지하철 9호선
- ● 항저우 지하철 10호선
- ● 항저우 지하철 16호선
- ● 항저우 지하철 19호선
- ● 항하이 광역철도

## 같이 보기
- 지하철 목록